# Adviesraad voor wetenschap, technologie en innovatie
De Adviesraad voor wetenschap, technologie en innovatie (AWTI) is een onafhankelijk adviesorgaan van de Nederlandse regering en het parlement.
Sinds 1 maart 2025 is hoogleraar Mirjam van Praag voorzitter van de AWTI.

## Geschiedenis en taak
De AWTI is in 2014 bij wet ingesteld. De AWTI is de opvolger van de Adviesraad voor het Wetenschaps- en Technologiebeleid (AWT) en de Algemene Energieraad (AER).. De AWTI is de onafhankelijke adviesraad van de regering en het parlement op het gebied van wetenschap, technologie en innovatie. Met zijn beleidsadviezen wil de AWTI bijdragen aan het versterken van de innovatieve, wetenschappelijke en technologische kracht van mensen, bedrijven en kennisinstellingen in Nederland. En daarmee aan een toekomstbestendige Nederlandse economie en samenleving.

## Werkterrein en werkwijze
De AWTI meent dat wetenschap, technologie en innovatie van groot belang zijn voor Nederland als het gaat om economische groei en het vinden van oplossingen voor maatschappelijke vraagstukken zoals veiligheid, klimaatproblematiek, mobiliteit of volksgezondheid. Ook acht de AWTI het van belang dat in Nederland wetenschap, technologie en innovatie floreren en dat de sterke positie van de universiteiten en de grote innovatieve kracht van Nederland behouden blijven.
De AWTI brengt ongeveer drie tot vijf keer per jaar advies uit aan de regering en het parlement. Hierin wordt wetenschap, technologie en innovatie in samenhang met elkaar bekeken. De adviezen van de AWTI zijn strategisch en internationaal gericht: ze kijken naar fundamentele vraagstukken, richten zich op de langere termijn en bezien ook de situatie in andere landen. De AWTI gaat hierbij systematisch en evidence-based te werk. Aan de hand van de adviezen kunnen regering en parlement hun beleid op het terrein van wetenschap, technologie en innovatie verder verbeteren of aanpassen. Op deze manier beoogt de AWTI bij te dragen aan het versterken van de innovatieve, wetenschappelijke en technologische kracht van mensen, bedrijven en kennisinstellingen in Nederland.
Thema's waarover de raad advies heeft uitgebracht zijn bijvoorbeeld het belang van de verspreiding van innovaties, de inzet van diplomatie voor internationalisering van wetenschap, technologie en innovatie (WTI-diplomatie), de samenwerking met andere landen zoals Brazilië en India en de noodzaak van een sterk stelsel voor toepassingsgericht onderzoek om praktische oplossingen voor economische en maatschappelijke uitdagingen te ontwikkelen. De AWTI doet zijn werk onafhankelijk: hij vertegenwoordigt geen achterban en kan zijn adviezen gevraagd en ongevraagd uitbrengen.

## Leden van de raad
De raad bestaat uit tien deskundigen uit de wetenschappelijke wereld en uit het bedrijfsleven. Zij zijn op persoonlijke titel lid van de AWTI. Bij zijn werkzaamheden wordt de raad ondersteund door een staf. Leden van de raad waren onder meer Eppo Bruins, Koenraad Debackere en Tim van der Hagen.